# Česká architektura doby lucemburské
Česká architektura doby lucemburské je kniha historika architektury Václava Mencla vydaná v roce 1949. Autor vyzdvihuje význam českého přínosu pro mimořádný rozmach architektury střední Evropy za lucemburských panovníků Jana, Karla a Václava ve 14. a 15. století. Snaží se touto cestou odpovědět na nepodložené snižování významu české umělecké tvorby, jak je prosazovala německá literatura v době před druhou světovou válkou a v jejím průběhu ve snaze prokázat nadřazenost německé tvůrčí síly. Václavu Menclovi se podařilo vytvořit knihu zvláštního významu, jejíž kulturní hodnotu vlastně nesnižují určité opravy, se kterými přišlo pozdější uměleckohistorické bádání, a která zůstává trvalou inspirací pro studium stavitelství této významné epochy dějin umění českých zemí.

## Obsah
I. Smysl české gotiky
- O dvojím prameni architektonické formy
- Životní rytmus středověké architektury
- Gotický sloh na cestě Evropou
- Smysl českého přínosu

II. Dějiny české gotiky
III. Český výtvarný odkaz

## Rejstřík památek

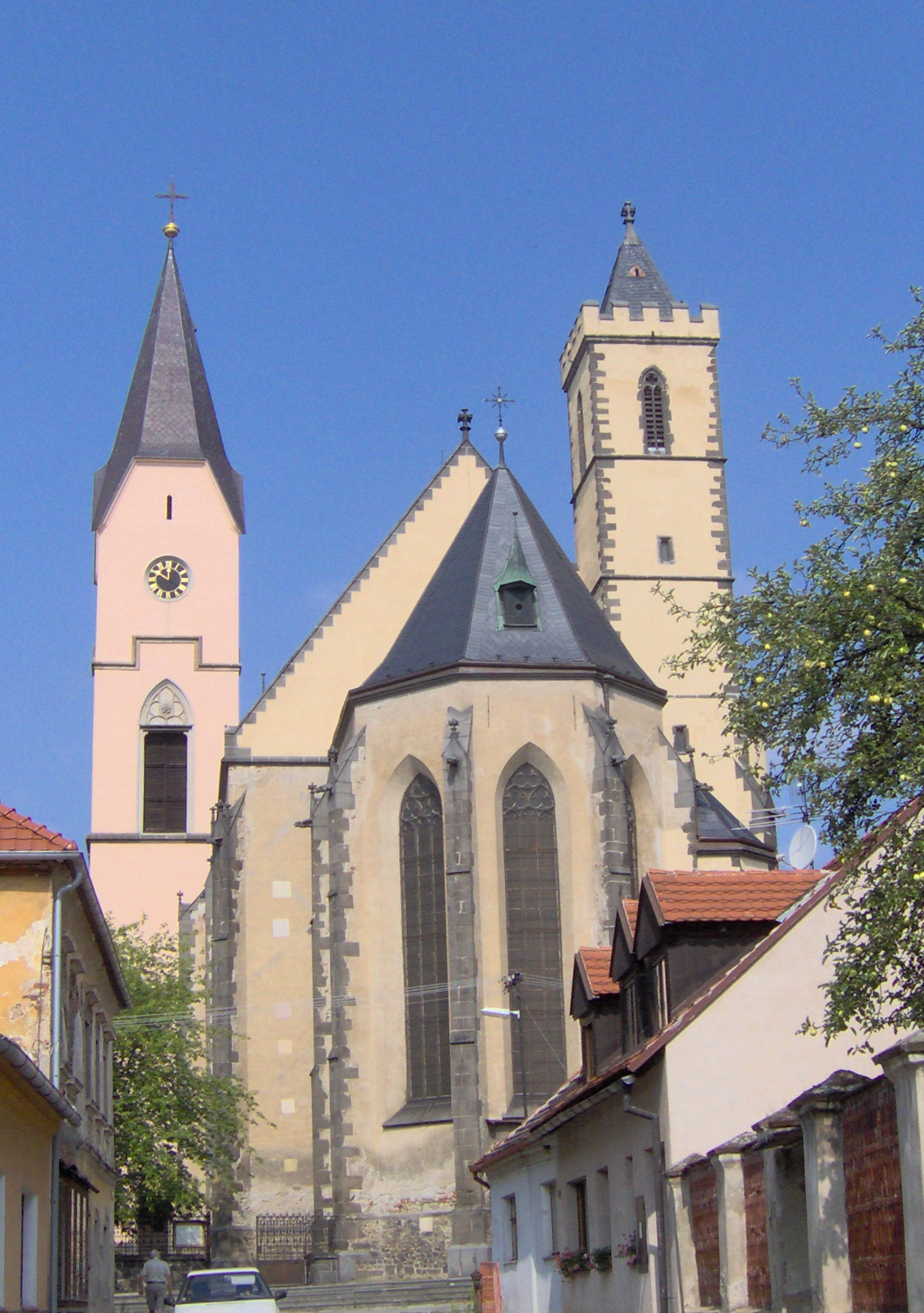
Kostel v jihočeském Bavorově.

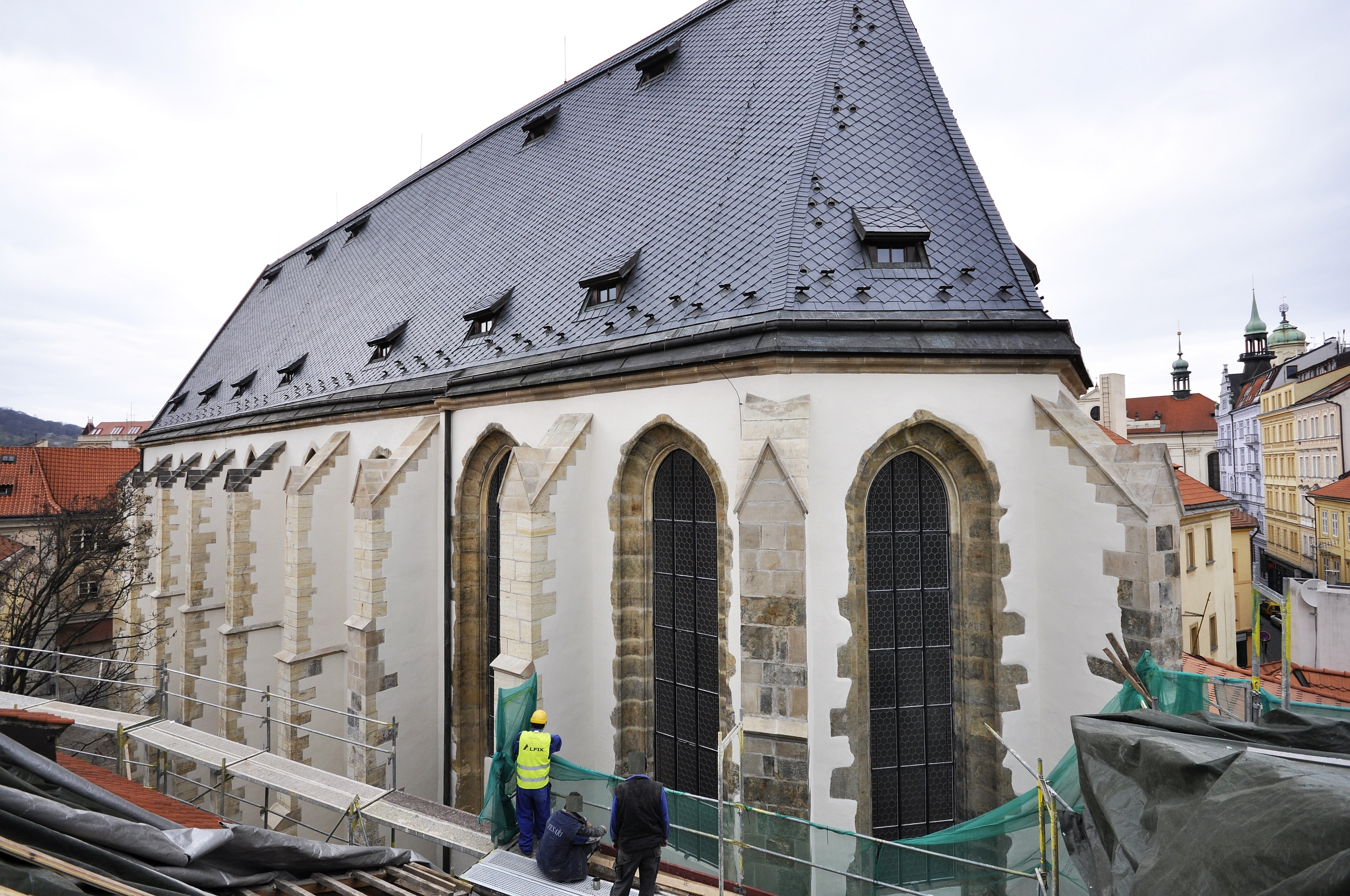
Kostel sv. Anny v Praze na Starém Městě

Praha, katedrála sv. Víta

- Bavorov, kostel 113, 130, [83, 102, 103, 106]
- Bělá p. Bezdězem, kostel 52
- Bělčice, kostel [184]
- Blatná, kostel 167, [182]
- Bošilec, kostel 130
- Brno, kartouza v Králově Poli 102, 106
- Cizkrajov, kostel 168

- Čéčovice kostel 148 n., [146, 147]

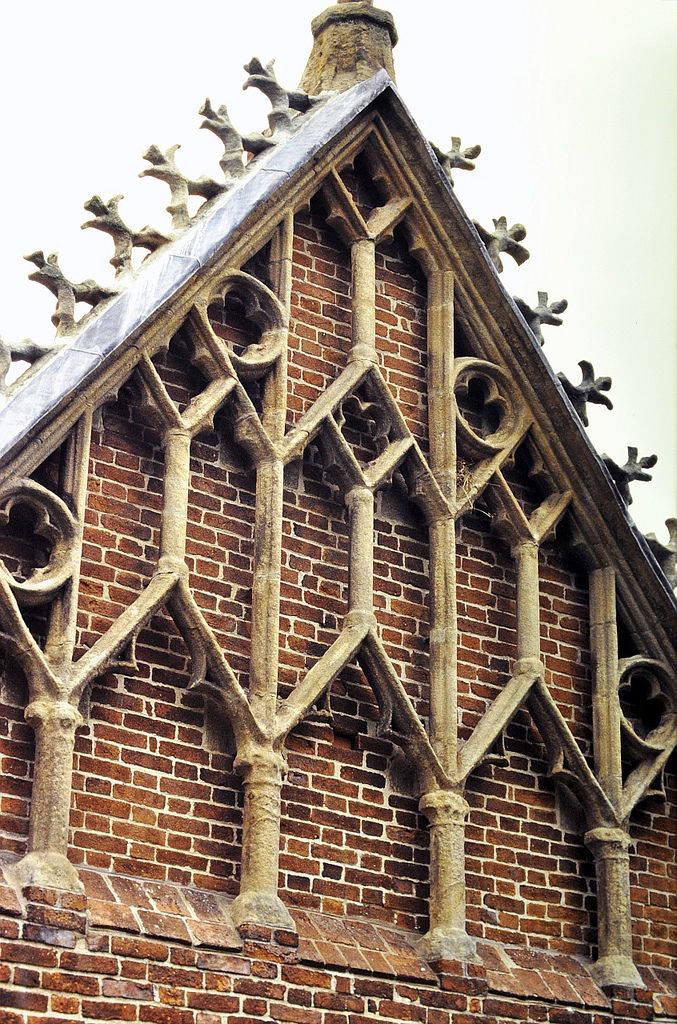
Čečovice, kostel sv. Mikuláše, detail západního štítu

- České Budějovice, domin. kostel 76n., 81, 87, 115, [86]
- Český Rudolec, kostel 168
- Deštná, kostel 130
- Dolní Kounice, klášter 151, [149, 150]
- Dvůr Králové, kostel 159, 160 [176, 178, 179]
- Hostěradice, kostel 168
- Charvatce, kostel 101
- Cheb, sv. Bartoloměj 138
- Chrudim, kostel 158n., [175, 177]
- Jaroměř, klášter. kostel, 160n., [64, 74]
- Jindřichův Hradec, minor. klášter, 105n., 109, 110, 111, 117 , 116n., [72, 73, 75, 87]

— farní kostel 113n., 114, 117, [78, 85]
- Kardašova Rečice, kostel 130
- Karlštejn, kaple sv. Kateřiny 86, 91, [37, 38]
- Klatovy, far. kostel 143, 145, [142, 143]
- Kočí, kostel 158
- Kolín, kostel sv. Bartoloměje 85, [331]
- Kondrac, kostel 117, 119 , [91]
- Kostelní Radouň, kostel 114
- Kouřim, děk. kostel [2]
- Krakov, Wawel, dóm 97
- Krakovec, hrad 151 , 153n., [153, 154, 159]

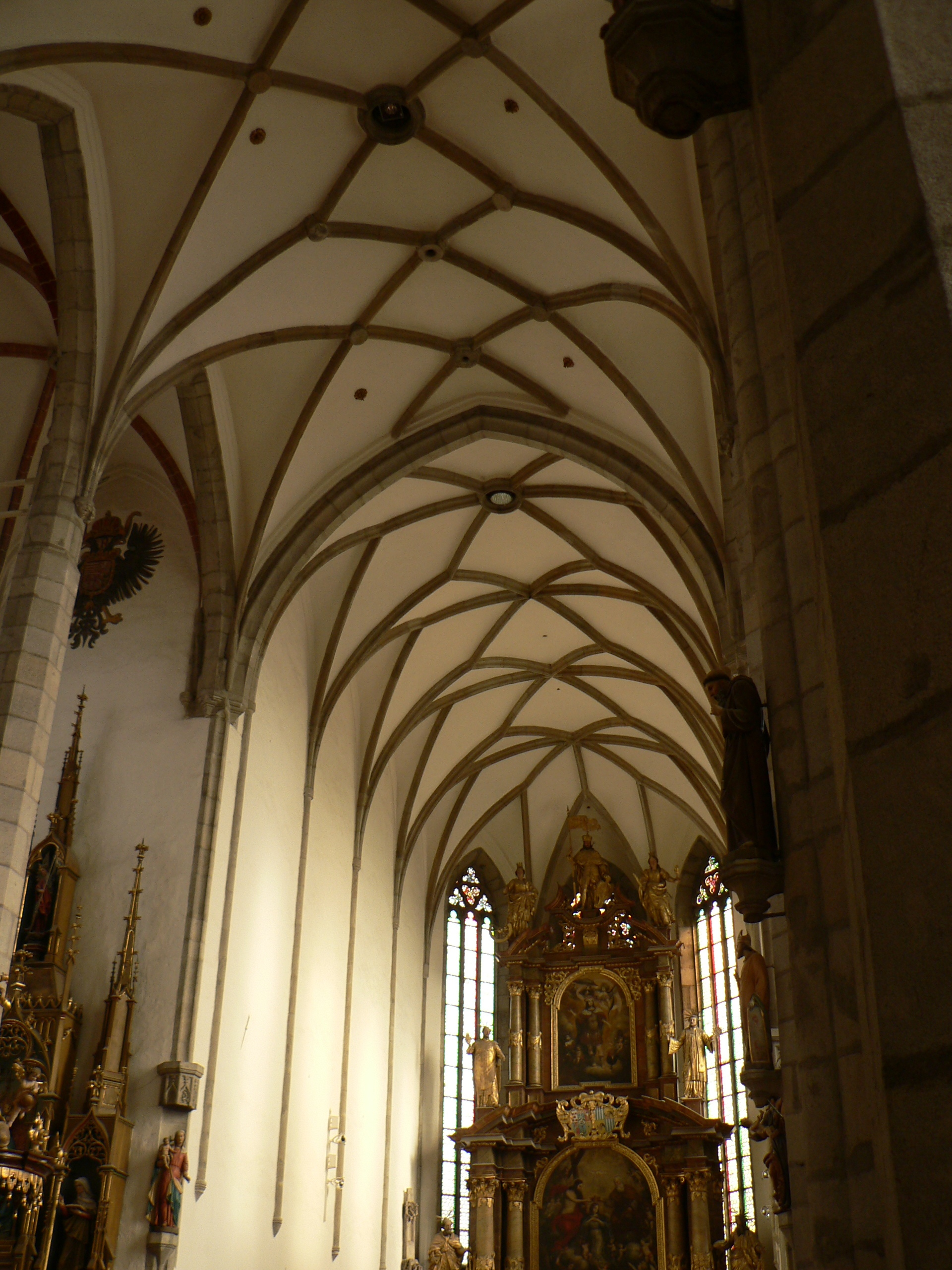
Klenba presbyteria kostela sv. Víta v Českém Krumlově, vytvořená podle milevského vzoru.

- Krumlov, hrad 147 , [128, 129]

— kostel sv. Víta 143n., 146, [130, 133, 134, 135, 136 , 137, 138, 139, 141]
- Kunžak, kostel 114
- Kunratice, hrad 158
- Kutná Hora, kostel sv. Jakuba 47, 48, 49, 76n., 85n., 92, [5, 6, 7, 8, 9 , 16, 25, 34]

— kostel Nejsv. Trojice 139n ., 142, [117, 118, 119]
— kostel P. Marie na Náměti 76n., 82, [23, 36]
— Vlašský dvůr 155 , 156n., [168, 169, 170, 171, 172, 173]
- Libiš, kostel 125n., [95, 97, 98]
- Lidéřovice, kostel 168
- Lipnice hrad 99, [49, 57]
- Litice, kostel 150, [145]
- Litomyšl, august. kostel 76, 80, 87, 93, [42, 44]
- Loučim, kostel 137 , 138 , [121]
- Miličín, kostel 126, 128, [105, 107]
- Milevsko, farní kostel 142n., 144, [124, 125, 126, 127]
- Mochov, kostel 99
- Nepomuk, děkan. kostel 78, 83, 87, [20]

— Zelená Hora, kaple na hradě 168
- Nezamyslice, kostel 130, 132, [110, 111]
- Němčice, kostel 129, 131n ., [108, 113, 114]
- Norimberk, P. Marie 70, 74
- Nové Město n. Váhem, P. Marie 73
- Nymburk, sv. Mikuláš 67, 68, 99, [21, 35, 52, 53, 60]
- Olbramovice, kostel 168
- Panenský Týnec, kostel klarisek 150, 151n., [151, 152]
- Plzeň, kostel sv. Bartoloměje 150, [1, 144, 183]

— klášter františkánský 55, 56, 100, 101, 102, 103, [17, 22, 58]
— kostel sv. Mikuláše 138
— kostel Všech Svatých 97, 98, 99, [51, 59]
- Praha, sv. Anna 49, 50, [11]

— sv. Apolinář 85, 86, 88, 89, 92, [26, 29, 31, 39, 101]
— kaple Božího Těla 123 , 126n
— sv. Duch 83n., 85, [24]
— sv. Haštal 103, 107, 108, [63, 66, 67]
— hrad 152, 154, 155n., [162, 163, 164, 165, 166, 167]
— sv . Jakub 50, 51, 52, 103, [13, 68]
— sv. Jindřich 70, 71 , 72
— Karolinum 123n ., [93, 94]
— P. Marie Johanitů (pod řetězem) 96, 97, [56]
— P. Marie v Emauzích 70n., 74n., 77, 78, 79, 87
— P. Marie na Karlově 72, 73, 75, 76
— P. Marie Sněžná [4]
— P. Marie na Trávníčku 76, 83, 86, 87, 90, [27, 28, 30, 32]
— P. Marie v Týně 123n., [92]
— sv. Martin ve zdi 101, 104, [43, 50]
— sv. Michal 101
— Mostecká věž staroměstská 121, 122, 125, [100]
— sv. Petr a Pavel na Vyšehradě 79, 84, 87
— Staronová synagoga [3]
— sv. Štěpán 67, 69, [18]
— sv. Tomáš 87
— sv. Vít 85, 91, 94n., 142 143, [41, 45, 46, 54, 132]
- Prachatice, farní kostel 150
- Prostějov, augustin. kostel 138
- Sázava, bened. klášter 52, 53, 54, 55, [ 10, 12, 14, 15]
- Sadská, august. kostel 100, [48]
- Sedlčany, kostel 117, 118, [82, 90]
- Sedlec, kostnice 139, 140, 141, [120, 122, 123]
- Sezemice, cisterc. kostel 124, 125, 127, [96, 99]
- Slaný, děkan. kostel 78, 86
- Slavětín, kostel 101, 105, [65]
- Slavonice, sv. Duch 168
- Skuteč, kostel 10 1, [62]
- Soběslav, sv, Petr 127, 128n., [104, 112, 116, 185, 186]

— sv. Vít 115, 116, [80, 81, 88, 89]
- Střezimíř, kostel 117

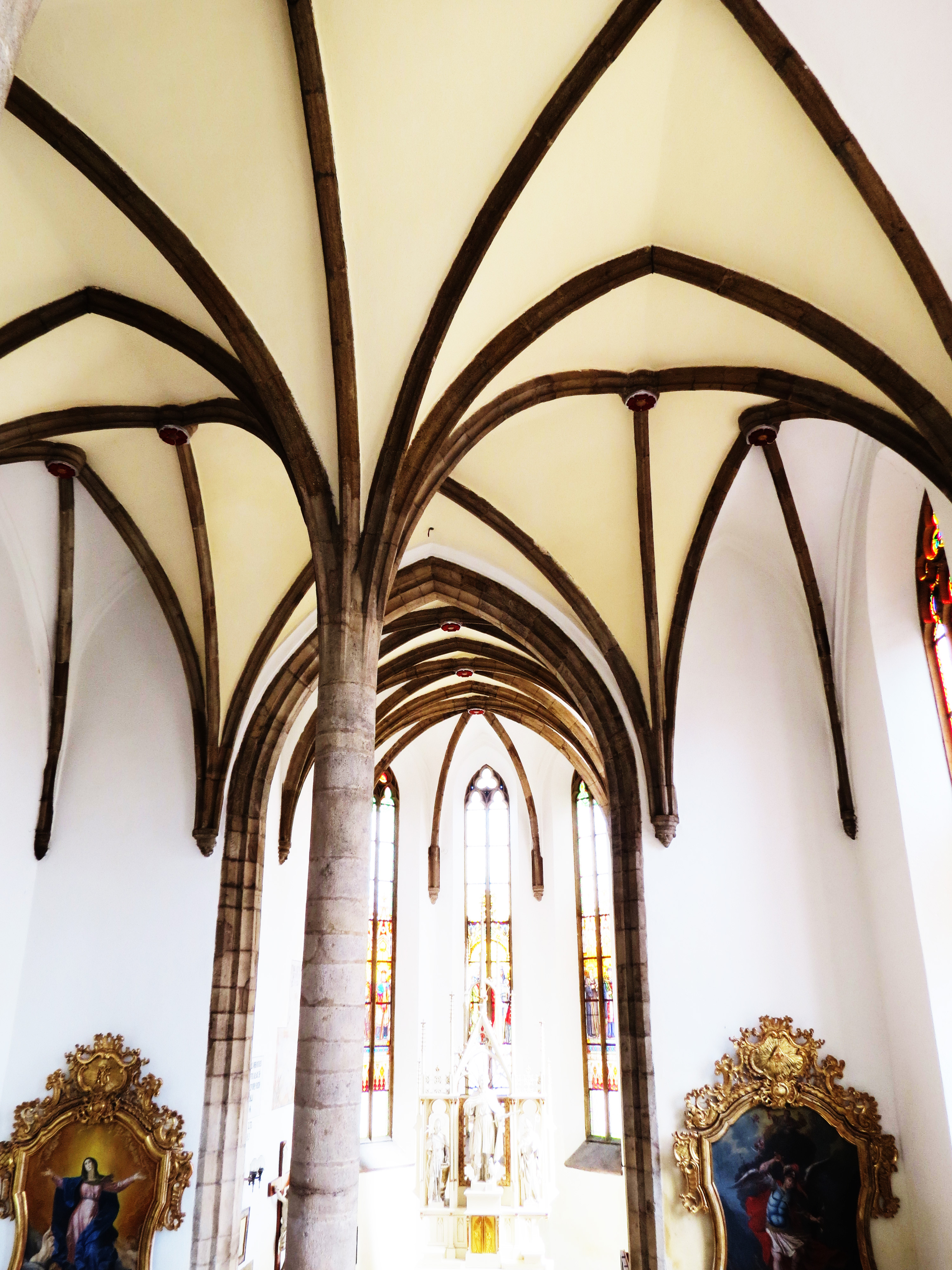
Kostel sv. Víta v Soběslavi - příklad jihočeského dvoulodí

- Suchdol, kostel 146, 148, [ 131, 140]
- Tábor, farní kostel 168
- Telč, sv. Jakub 167, 168, [180, 181]

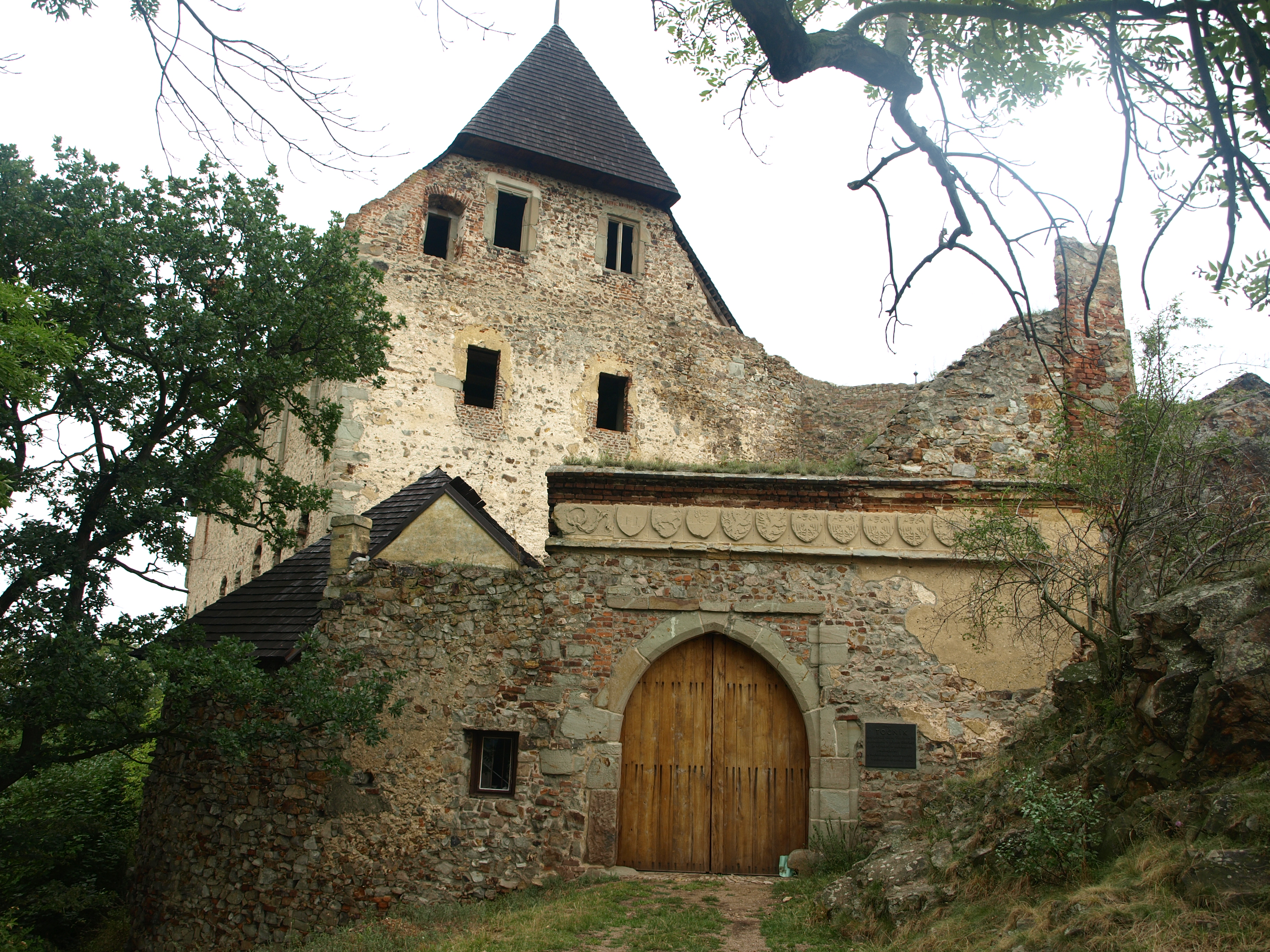
Točník, jižní brána

- Točník, hrad 155n., [155, 156, 157, 158, 160, 161]
- Třeboň, august. klášter 108n., 112, [74, 76, 77, 79, 84]
- Ústí n. Labem, kostel 102
- Velká Bíteš, kostel 168
- Velká Blánice, kostel 128, 130n., [109]
- Velké Meziříčí, kostel 168
- Vetlá, kostel 103n., 109, [69, 70, 71]
- Vodňany, kostel 168
- Vratislav, sv. Alžběta 132, 134,

— sv. Dorota 136, 137
— sv. Kříž 134, 136
— dóm P. Marie 95, 96, 168
— P. Marie na Písku 133, 136
— sv. Maří Magdalena 135, 136, 168
— kostel Těla Kristova 168
— sv. Vojtěch 134
- Vysoké Mýto, děkanský kostel 86, 93, 96, 97, [40, 47, 55]
- Vyšší Brod, cisterc. klášter 55, 131, 133, [115]
- Zlatá Koruna, cisterc. klášter 133

— kaple sv. Markéty 147n., 149
- Žitava, sv. Kříž 138
- Živohošť, kostel 117, 119